# Eriopyga infirma
Eriopyga infirma är en fjärilsart som beskrevs av Druce. Eriopyga infirma ingår i släktet Eriopyga och familjen nattflyn. Inga underarter finns listade i Catalogue of Life.